# Saint-Martin-d'Oydes

Saint-Martin-d'Oydes este o comună în departamentul Ariège din sudul Franței. În 1 ianuarie 2022 avea o populație de 251 de locuitori.